# Dietmar Haubfleisch
Dietmar Haubfleisch (* 13. September 1959 in Gießen) ist ein deutscher Bibliothekar. Seit 2002 ist er Leitender Direktor der Universitätsbibliothek Paderborn.

## Leben und Wirken
Nach dem Abitur am Gymnasium Elisabethschule Marburg studierte Dietmar Haubfleisch an der Universität Marburg Germanistik, Geschichte und Erziehungswissenschaften und schloss sein Studium 1986 mit der Ersten Staatsprüfung für das Lehramt an Gymnasien ab.
Von 1986 bis 1987 war er Wissenschaftliche Hilfskraft am Hessischen Landesamt für Geschichtliche Landeskunde in Marburg, von 1987 bis 1992 Wissenschaftlicher Angestellter am Institut für Erziehungswissenschaft der Universität Marburg. Zu seinen Aufgaben gehörten u. a. die Betreuung der Institutsbibliothek (Bibliotheksbeauftragter) und Lehrveranstaltungen zur Historischen Bildungsforschung.
1998 promovierte Haubfleisch bei Wolfgang Klafki summa cum laude mit der Arbeit Schulfarm Insel Scharfenberg. Mikroanalyse der reformpädagogischen Unterrichts- und Erziehungsrealität einer demokratischen Versuchsschule im Berlin der Weimarer Republik. Sie gilt bis heute als Standardwerk.
Von 1992 bis 1994 absolvierte er eine Ausbildung für den Höheren Dienst an Wissenschaftlichen Bibliotheken an der Universitätsbibliothek Marburg und der Bibliotheksschule Frankfurt. Im Anschluss daran war er als Fachreferent an der Universitätsbibliothek Marburg und Leiter der Teilbibliothek Erziehungswissenschaft der Universität Marburg tätig. Außerdem fungierte er von 1994 bis 1998 als Referent für Öffentlichkeitsarbeit, von 1996 bis 1998 als Stellvertretender Dezernent der Benutzungsabteilung, Leiter der Informationsvermittlungsstelle, CD-ROM- und WWW-Beauftragter und schließlich von 1998 bis 2002 als Dezernent für Erwerbung und Katalogisierung sowie Haushaltsbeauftragter der Universitätsbibliothek.
Seit 2002 ist Haubfleisch Leitender Direktor der Universitätsbibliothek Paderborn. Er engagiert sich seit vielen Jahren für eine intensive Kooperation der bibliothekarischen Einrichtungen in Nordrhein-Westfalen und tritt gleichzeitig für eine Überwindung überkommender Regionalstrukturen ein.
Haubfleisch ist Mitbegründer und Mitglied des Arbeitskreises Landsynagoge Roth e.V. und forscht aktuell über Leben und Wirkung des Fotografen Erwin Quedenfeldt.

## Bibliothekarische Gremientätigkeiten
- 2008–2011: Mitglied der Kommission Verbundsystem/Lokalsysteme des Hochschulbibliothekszentrums des Landes Nordrhein-Westfalen (hbz)
- 2008–2014: Vorsitzender des Beirats des Hochschulbibliothekszentrums des Landes Nordrhein-Westfalen (hbz)
- 2010–2016: Mitglied des Unterausschusses für elektronisches Publizieren der Deutschen Forschungsgemeinschaft (DFG)
- 2010–2011: Mitglied des Hauptausschusses der Deutschen Initiative für Netzwerkinformation e.V. (DINI)
- 2011–2014: Mitglied des Vorstands der Deutschen Initiative für Netzwerkinformation e.V. (DINI)
- 2015–2020: Vorsitzender der Arbeitsgemeinschaft der Universitätsbibliotheken (AGUB) im Verband der Bibliotheken des Landes Nordrhein-Westfalen (vbnw)
- 2020–2023: Mitglied im Lenkungskreis CRIS.NRW. Landesinitiative zur Umsetzung des Kerndatensatz Forschung

## Publikationen (Auswahl)
- Mit Irmgard Siebert: Erwin Quedenfeldt. Von der Fotografie zur Lichtbildkunst, Frankfurt am Main 2022. – Online: Inhalt und Einleitung: Wider das Vergessen
- Vom Sinn der Bibliotheken. Festschrift für Hans-Georg Nolte-Fischer. Hrsg. von Irmgard Siebert und Dietmar Haubfleisch, Wiesbaden 2017.
- Mit Irmgard Siebert (Hrsg.): Die Weisheit von heute ist die Torheit von morgen: Von der kultur- und gesellschaftspolitischen Verantwortung wissenschaftlicher Bibliothekare für die Wissensüberlieferung. In: Vom Sinn der Bibliotheken. Festschrift für Hans-Georg Nolte-Fischer. Wiesbaden 2017, S. 217–232.
- Die Bibliothek ist für ihre Nutzer da. Der Einfluss der nordrhein-westfälischen Gesamthochschulbibliotheken auf die Entwicklung des Fachreferats. In: Bibliothekare zwischen Verwaltung und Wissenschaft – 200 Jahre Berufsbilddebatte. Hrsg. von Irmgard Siebert und Thorsten Lemanski, Frankfurt am Main 2014, S. 99–133.
- 40 Jahre. Von der Planung der Gesamthochschulbibliotheken zur Universitätsbibliothek Paderborn 2012. In: 40 Jahre Universität Paderborn. Hrsg. von Peter Freese, Paderborn 2012, S. 324–340.
- Schulprogramme – zu ihrer Geschichte und ihrer Bedeutung für die Historiographie des Erziehungs- und Bildungswesens. (zusammen mit Christian Ritzi) In: Bibliothek und Forschung. Die Bedeutung von Sammlungen für die Wissenschaft, Hrsg. von Irmgard Siebert, Frankfurt am Main 2011, S. 165–205 und S. 251 f.
- Elisabeth Rotten (1882–1964) – Netzwerkerin der Reformpädagogik. In: Entwicklung, Bildung, Erziehung. Beiträge für eine zeitgemäße Reformpädagogik, Zürich 2008, S. 47–61; überarbeitete und aktualisierte Fassung des Aufsatzes: Elisabeth Rotten (1882–1964) – eine (fast) vergessene Reformpädagogin. In: „Etwas erzählen“. Die lebensgeschichtliche Dimension in der Pädagogik. Bruno Schonig zum 60. Geburtstag. Hrsg. von Inge Hansen-Schaberg, Baltmannsweiler 1997, S. 114–131; überarbeitete Ausgabe unter Weglassung der Abbildungen online: https://archiv.ub.uni-marburg.de/sonst/1996/0010.html
- Schulfarm Insel Scharfenberg. Mikroanalyse der reformpädagogischen Unterrichts- und Erziehungsrealität einer demokratischen Versuchsschule im Berlin der Weimarer Republik (= Studien zur Bildungsreform, 40), Frankfurt am Main [u. a.] 2001.
- Die alte Schule überwinden. Reformpädagogische Versuchsschulen zwischen Kaiserreich und Nationalsozialismus, Hrsg. von Ullrich Amlung, Dietmar Haubfleisch, Jörg-W. Link und Hanno Schmitt, Frankfurt am Main 1993.